# Klemens Bachleda
Klemens Bachleda přezdívaný Klimek (1849 Kościelisko, Rakouské císařství – 6./7. srpen 1910) byl polský goral, horský průvodce, člen Tatrzańskiego Ochotniczego Pogotowia Ratunkowego, první polský horský záchranář, který tragicky zahynul, když šel na pomoc člověku v Tatrách. Zřítil se ze Zadního Javorového sedla při záchranné akci na severní straně masivu Javorových štítů.
Mezi jeho prvovýstupy patřily výstupy na Bradavici (1892), Ganek (1895), který byl dlouho považován za nedostupný, Rumanov štít (1904), Druhý Mních (1904) a další.